# Grenzübergangsstelle Nedlitz
Die Grenzübergangsstelle Nedlitz (GÜST) im Bezirk Potsdam befand sich in den 1950er Jahren im Vorfeld der Nedlitzer Südbrücke (Brücke des Friedens) im Bereich des Weißen Sees, weit abgelegen von der Grenze. Sie diente der Abfertigung des grenzüberschreitenden Güterverkehrs auf den Binnenwasserstraßen zwischen der Bundesrepublik und Berlin (West) sowie der Binnenschiffe der DDR. Eine Schute war Aufenthaltsraum für die Kontrollkräfte des Zolls. Zunächst existierten in Richtung Berlin keine Anlegemöglichkeiten, nur einige Rammpfähle zum Festmachen der Schiffe bzw. diese mussten ankern. Die Kontrollgruppe setzte mittels Handkahn zu den Schiffen über (Lage: 52° 26′ 19″ N, 13° 2′ 42″ O).

## Geschichte
Seit 1963/64 kamen für die Passabfertigung und Visumerteilung Mitarbeiter des neu geschaffenen Arbeitsbereichs Passkontrolle (Passkontrolleinheit Nedlitz) zum Einsatz. Eine im Bau befindliche Baracke musste wegen dieser neuen Aufgaben umprofiliert werden. Es gab jetzt die Passkontrolleinheit Nedlitz, ein Grenzzollamt und einen Kommandanten der Grenztruppen mit unterstellten Sicherungskräften. Wegen des gestiegenen Güterverkehrs kam es zu einem höheren Kräfteeinsatzes bei der Pass- und Zollkontrolle. Die aus den Anfängen des Schiffsverkehrs zwischen dem Bundesgebiet und Berlin (West) stammenden Vereinbarungen der Besatzungsmächte über einen Fahrerlaubnisschein für den Binnenschiffsverkehr wurden durch die DDR am 1. Juli 1965 einseitig außer Kraft gesetzt und andere Erlaubnisscheine verlangt, die beim Ministerium für Verkehrswesen der DDR zu beantragen waren. Für ein Jahr war eine Gebühr von 200 DM zu zahlen. Außerdem waren für den Schiffsführer, die Besatzungsmitglieder und mitfahrende Familienangehörige ab 25. Juni 1965 Genehmigungen zur Einreise zu beantragen, über die sofort an der GÜST entschieden wurde. Mit Einführung der Pass- und Visumpflicht im Jahr 1968 veränderte sich die Kontrollpraxis. Die Schiffsführer der aus Berlin einschwimmenden Schiffe hatten von Bord zu gehen und die Personaldokumente und Schiffsunterlagen zur Abfertigung am Schalter vorzulegen. Nach Rückkehr zum Schiff erfolgte dann die eigentliche Pass- und Zollkontrolle an Bord.

### Standortveränderung
Aufgrund der ungünstigen Lage der GÜST, d. h. des langen ungesicherten Weges der Schiffe bis zur Grenze (entlang der Brücke des Frieden, des Sacrow-Paretzer-Kanals, den Kasernen der Sowjetarmee und Wohnhäusern) kam es zur Veränderung des Standortes. Neuer Standort wurde die Wasserenge an der Potsdamer Bertinistraße. Als Provisorium legte man eine Schute als Aufenthaltsraum an der Bertinistraße vor Anker und der Zoll beförderte die Kontrollkräfte mittels Motorboot zu den Schiffen. Damit lagen die Abfertigungsanlagen jetzt nördlich der Stadt Potsdam, an der schmalsten Stelle des Jungfernsees (Lage: 52° 25′ 34″ N, 13° 4′ 18″ O).
Im Jahr 1970 wurde die Errichtung einer neuen GÜST durch den Um/Anbau des bis dahin existierenden Gebäudes einer Dienststelle des Wasserstraßenhauptamtes geschaffen mit Dienstgebäude, Hundezwingeranlage, Anlegeplätzen für die Boote des Zolls u. a. m. Der Zoll benötigte die Hunde bei der Kontrolle aller ein- und ausreisenden DDR-Schiffe zum Zwecke des Aufspürens von Schmuggelgut und versteckten Personen. Die Staatsgrenze zu Berlin (West) verlief ca. 1.200 m von der Grenzübergangsstelle entfernt. Der südwestliche Streifen des Vorfeldes der GÜST sowie die gesamte Wasserfläche des Jungfernsees wurden von der Bootskompanie der Grenztruppen mittels Kontrollbooten sowie von den Postentürmen an den Flanken gesichert.

## Gelände
Das Gelände der GÜST umfasste eine Fläche von ca. 55 Hektar. An der schmalsten Stelle zwischen südlichem und  nördlichem Ufer war eine Pontonsperre angebracht. Der für die Ein- und Ausreise vorgesehene Raum war jeweils durch eine Seilsperre mit Kettennetz von 25 m Breite gesichert.

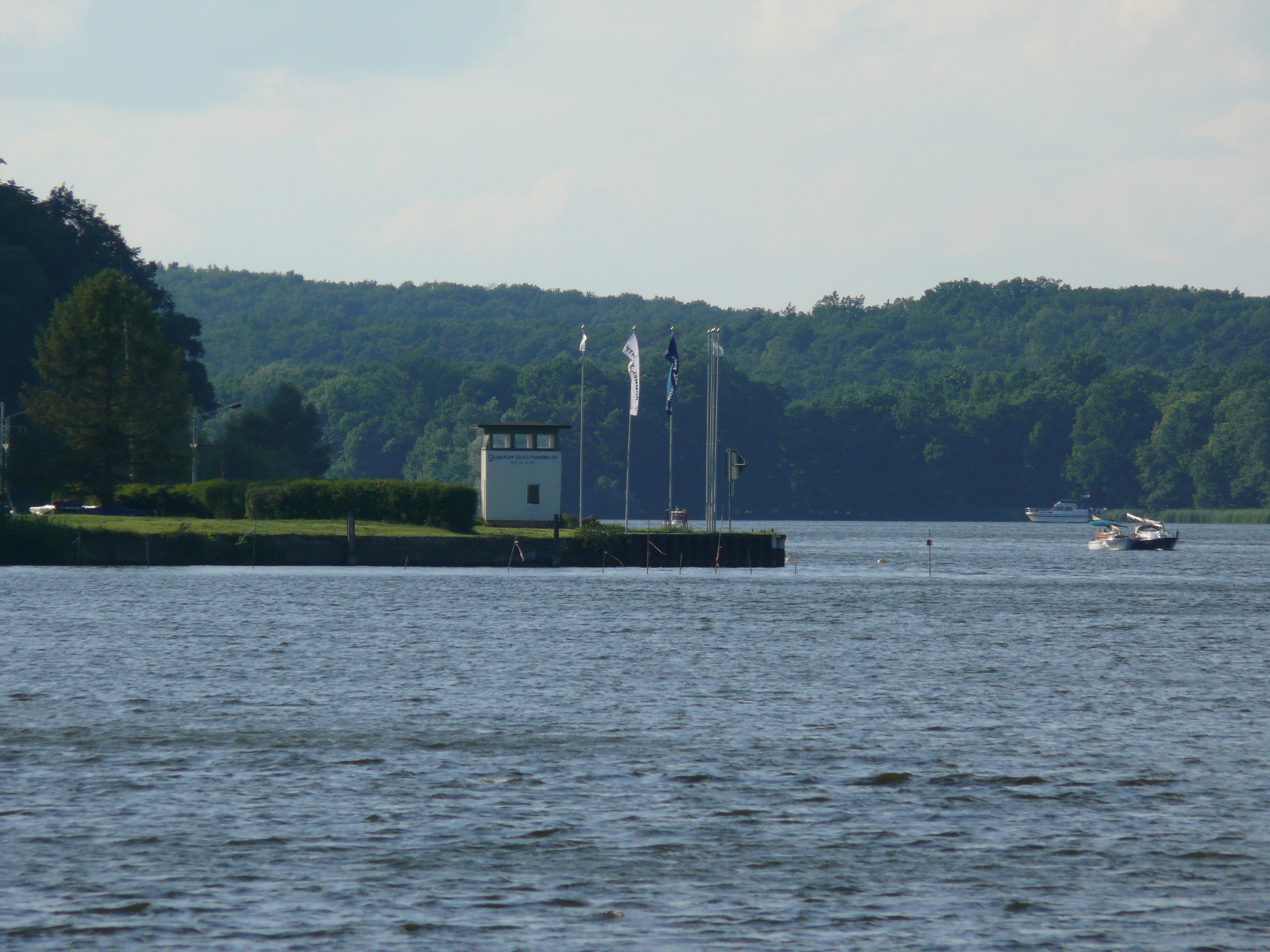
Postenturm unmittelbar neben der Sperre

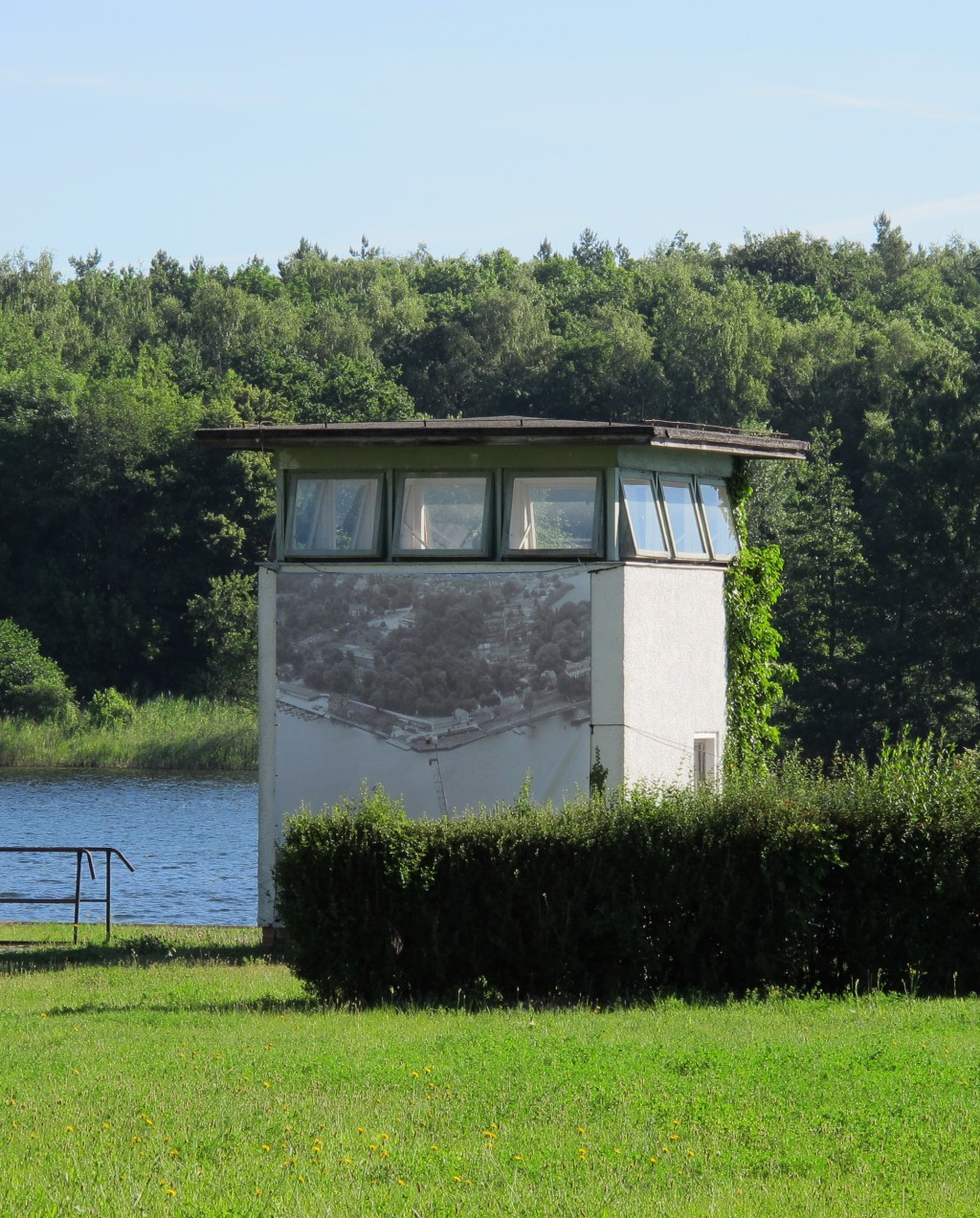

Die Seilsperren waren im Prinzip ständig geschlossen, sie wurden nur bei der Ein- und Ausfahrt von Schiffen geöffnet. Die Absenkzeit der Sperren betrug 35 Sekunden, die Wiederherstellung der Sperrung 37 Sekunden. Die Bedienung dieser Sperreinrichtungen erfolgte auf Befehl des Diensthabenden Offiziers der Grenztruppen durch Angehörige der Grenztruppen, die auf einem Postenturm unmittelbar neben der Sperre stationiert waren. Daneben befand sich ein starker Motor für die Seilwinde in einer Umhausung. Die Grenzer hatten Sicht auf das Kontrollterritorium sowie das vorgelagerte Gebiet Richtung Glienicker Brücke und Berlin (West). Von dort aus erfolgte die Bedienung einer Ampelanlage für die aus Berlin kommenden Schiffe, welche wegen der geringeren Platzkapazität innerhalb der GÜST davor ankerten bzw. mit gedrosseltem Antrieb auf die Freigabe zur Weiterfahrt warteten. In einer Dienstvorschrift der Grenztruppen heißt es z. B., an einer Wasser-GÜST hatte der Diensthabende Offizier:
- die wichtigsten Festlegungen der Binnenwasserstraßen-Verkehrsordnung zu kennen,
- die für die Wasserfahrzeuge festgelegte Liegeordnung an den Kontrollplätzen durchzusetzen,
- die Ausfahrt von Wasserfahrzeugen in Richtung Bundesrepublik oder West-Berlin entsprechend der festgelegten Ordnung freizugeben, wenn die Meldung über den Abschluss der Kontrolle vorliegt.

Zur Markierung des Grenzgebietes bzw. des Kontrollterritorium der GÜST waren quer über den Jungfernsee im Boden verankerte und mit einem Seil verbundene Tonnen und ein Warnschild mit Hinweis auf die GÜST angebracht. Im Kontrollterritorium gab es mehrere Liegeplätze für die Ein- und Ausreise sowie gesonderte Plätze für Tankmotorschiffe (weitab von Baulichkeiten). Um den noch erforderlichen Landgang der Schiffsführer zu ermöglichen, war ein entsprechend der Anlegeordnung seitenverkehrtes Anlegen notwendig. Im Rahmen von Verhandlungen zwischen der DDR und der Bundesrepublik erfolgte am 26. Mai 1972 der Abschluss des Vertrages zwischen der Deutschen Demokratischen Republik und der Bundesrepublik Deutschland über Fragen des Verkehrs, der diese Abfertigungspraxis nicht mehr vorsah. Damit fielen auch andere Bestimmungen der DDR weg, so dass ein reibungsloser Binnenschiffsverkehr gewährleistet war. Die Kontrolle aller Schiffe erfolgte ab dann direkt an Bord. Die Grenzpassage von Sportbooten (Motor-Segelboote) war nur im Schlepp oder als Deckladung zugelassen, da vom Sicherheitsstandpunkt der DDR eine lückenlose Überwachung auf dem Wasserweg nicht möglich war.
Im Binnenschiffsverkehr nahmen Schubverbände für den Transport von Bauschutt aus Berlin (West) zur Bauschuttdeponie Deetz im damaligen Bezirk Potsdam und der Transport von Kies in umgekehrter Richtung die größten Dimensionen ein. Im West-West-Verkehr erfolgten überwiegend Transporte von Kohle, Mineralstoffen und Baustoffen.

## Veränderungen und Ende
Am 20. November 1981 wurden in Realisierung einer Vereinbarung der DDR mit dem West-Berliner Senat bzw. der Bundesregierung der Teltowkanal von Westen her und die Grenzübergangsstellen Kleinmachnow und Dreilinden geöffnet. Damit wurde ein durchgehender grenzüberschreitender Verkehr in beiden Richtungen ermöglicht. Der West-Berliner Senat hat für dieses Bauvorhaben eine Summe von 70 Mio. DM an die DDR überwiesen. Die Kontrolle aller Schiffe, die über den Teltowkanal fuhren, erfolgte an der GÜST Nedlitz.
Entsprechend dem Abkommen zwischen der DDR und der Bundesrepublik über die Aufhebung der Personenkontrollen wurden mit Wirkung vom 1. Juli 1990 sämtliche Kontrollen an den innerdeutschen Grenzen aufgehoben.